# Insulele Minore Îndepărtate ale Statelor Unite
Insulele Minore Îndepărtate ale Statelor Unite, o denumire statistică definită de către Organizația Internațională de Standardizare, reprezintă cele unsprezece regiuni insulare aparținând Statelor Unite în centrul Oceanului Pacific, cu excepția insulei Navassa, situată în Marea Caraibelor. 
Atolul Palmyra este singurul teritoriu încorporat al SUA. Începând cu 2008, nici una din insule nu menține rezidenți permanenți. Populația umană este formată din cadre temporar staționate ale personalului științific și militar. Recensământul din anul 2000 număra 315 de oameni pe Atolul Johnston și 1 persoană pe Insula Wake. Nu a existat nici o populație indigenă modernă, cu excepția cazului la recensământul din 1940. Planul de colonizare Baker, Howland și Jarvis a încercat sa colonizeze insulele cu americani, dar aceștia au fost imediat evacuați în 1942, ca rezultat al celui de-al Doilea Război Mondial. 
Insulele sunt grupate împreună ca un avantaj de statistică. Ele nu sunt administrate în mod colectiv și nici nu au în comun o istorie culturală sau politică unică, în afară de faptul că sunt insule nelocuite sub suveranitatea Statelor Unite. 
Cele 11 insule sunt: 
- Insula Baker;
- Insula Howland;
- Insula Jarvis;
- Atolul Johnston;
- Reciful Kingman;
- Atolul Midway;
- Insula Navassa;
- Atolul Palmyra;
- Insula Wake;
- Bajo Nuevo;
- Serranilla.